# 레드라이닝

1937년 HOLC의 필라델피아 "주거 안정" 지도. 주택 담보 대출의 예상 "위험도"에 따라 다양한 지역을 분류

레드라이닝(영어: Redlining)은 인종 및 민족 소수자가 상당수 거주하는 지역에 금융서비스를 제공하지 않는 차별적 관행이다. 레드라이닝은 미국에서 가장 두드러지게 나타났으며, 주로 아프리카계 미국인뿐만 아니라 미국 남서부의 멕시코계 미국인을 대상으로 이루어졌다. 가장 흔한 예로는 신용판매 및 보험 거부, 의료 서비스 거부, 소수 집단 거주 지역에 식품 사막 형성 등이 있다.
역 레드라이닝(Reverse redlining)은 채권자나 보험사가 소수자가 다수를 이루는 지역 주민들을 대상으로, 레드라이닝이 없는 지역에 비해 대출 경쟁이 부족한 점을 이용하여 부풀려진 이자율을 부과하는 경우를 말한다. 이 효과는 서비스 제공자들이 비백인에게 제공될 대부자금의 부동산 공급을 인위적으로 제한함으로써 더 높은 금리에 대한 대체적인 구실을 제공할 때도 나타난다. 블록버스팅의 대상이 되었던 지역도 역 레드라이닝의 대상이 되었다.
1960년대 사회학자 존 맥나이트는 원래 일리노이주 시카고에서 은행이 특정 지역을 주민들의 인종 구성을 이유로 "위험"하거나 투자 가치가 없다고 분류하는 차별적 관행을 설명하기 위해 이 용어를 만들었다. 1980년대에는 퓰리처상을 수상한 일련의 기사에서 탐사 보도 기자 빌 데드맨은 애틀랜타 은행들이 소득이 낮은 백인 거주 지역에는 대출을 해주면서도, 중산층이나 고소득층 흑인 거주 지역에는 대출을 해주지 않는 경우가 많았음을 보여주었다. 블랙리스트는 레드라이닝 기관이 차별 대상이 되는 지역, 집단, 사람들을 배제하기 위해 사용했던 관련 메커니즘이었다. 학술 문헌에서 레드라이닝은 광범위한 신용배분 범주에 속한다. 미국 레드라이닝의 기록된 역사는 미국 사회에 광범위한 영향을 미친 역사적 체계적 인종차별의 한 형태이며, 그 예로는 인종 집단 간의 교육 및 주택 불평등이 있다. 레드라이닝은 또한 공간 불평등과 경제적 불평등의 한 예시이기도 하다.

## 역사
미국에서 "레드라이닝"이라고 불리는 특정 과정은 인종 분리와 소수 민족에 대한 차별을 배경으로 발생했다. 이는 전국 부동산 협회의 판매 관행과 리처드 T. 엘리 및 그가 1920년 위스콘신 대학교에서 설립한 토지경제학 및 공공사업 연구소 주변 경제학자들이 체계화한 인종과 부동산 가치에 대한 이론에서 비롯되었다. 1934년 전국 주택법과 연방 주택청 (FHA)의 동시 설립으로 연방 정부가 이 관행에 관여하기 시작했다. FHA의 공식적인 레드라이닝 과정은 주택 담보 대출에 대한 최초의 인수 기준을 개발하기 위한 이니셔티브의 일환으로 당시 토지 경제학 수석이었던 호머 호이트가 개발했다. 이 연방 정책의 시행은 주택 담보 대출 자금의 유보를 통해 소수자 거주 도심 지역의 쇠퇴와 고립을 가속화하여, 해당 지역이 주택을 구매할 수 있는 가족을 유치하고 유지하는 것을 더욱 어렵게 만들었다. 레드라이닝의 차별적 가정은 미국의 주거 인종 분리 정책과 도시쇠퇴를 악화시켰다.
1935년, 연방 주택 대출 은행 위원회 (FHLBB)는 주택 소유자 대출 공사 (HOLC)에 239개 도시를 조사하고 각 조사 대상 도시의 부동산 투자 보안 수준을 나타내는 "주거 보안 지도"를 만들도록 요청했다. 이 지도에서 대출 목적에 적합하다고 간주되는 최신 지역은 녹색으로 표시되어 "A형"으로 알려졌다. 이들은 일반적으로 도시 외곽의 부유한 교외 지역이었다. 파란색으로 표시된 "B형" 지역은 "여전히 바람직함"으로 간주되었고, 오래된 "C형"은 "쇠퇴 중"으로 표시되어 노란색으로 표시되었다. "D형" 지역은 빨간색으로 표시되어 주택 담보 대출 지원에 가장 위험한 지역으로 간주되었다. 이 지역 주민의 약 85%는 백인이었지만, 대부분의 아프리카계 미국인 도시 가구가 포함되어 있었다. 이 지역들은 도시 중심부의 오래된 지역이었으며, 종종 아프리카계 미국인 거주지이기도 했고, 미국 전체에서 6개의 흑인 다수 거주 지역만이 "D형"으로 평가되지 않았다. 도시 계획 역사가들은 이 지도가 수년 동안 민간 및 공공 기관에 의해 흑인 커뮤니티에 대한 대출을 거부하는 데 사용되었다고 이론화하지만, 계획가들과 역사가들은 레드라이닝에서 HOLC와 그 지도의 정확한 역할에 대해 논쟁했다.
레드라이닝 지도는 평가사 J. M. 브루어의 1934년 필라델피아 지도와 같은 민간 단체에서도 두드러지게 나타났다. 민간 단체들은 연방 주택청의 인수 매뉴얼 요구 사항을 충족하도록 설계된 지도를 만들었다. 대출 기관은 대출에 대한 FHA 보험을 받으려면 FHA 기준을 고려해야 했다. FHA 감정 매뉴얼은 은행들에게 "부조화로운 인종 집단"이 있는 지역을 피하도록 지시했으며, 지방 자치 단체에 인종 차별적인 구역 설정을 제정하도록 권고했다. 1945년에서 1959년 사이에 아프리카계 미국인들은 연방 보험 주택 대출의 2% 미만을 받았다.
은행과 모기지 대출 기관만이 레드라이닝 관행을 개발한 민간 기업은 아니었다. 재산 보험 회사들도 2차 세계 대전 이후 엄격한 레드라이닝 정책을 시행했다. 도시 역사가 벤치 앤스필드에 따르면, 전후 주택 소유자 종합 보험의 등장은 교외 지역으로 제한되었고, 미국 도시의 유색인종 거주 지역에서는 보류되었다. 1964년 Aetna의 한 회람은 보험 인수자들에게 "영토 지도에서 의심스러운 지역 주변에 빨간 선을 사용하라"고 조언했다. 뉴욕 도시 연합은 1978년에 "보험이 없는 지역은 죽음을 맞이할 수밖에 없는 지역이다"라고 경고했다.
1973년 전국 주택 회의에 이어, 노스웨스트 커뮤니티 조직 (NCO)이 이끄는 시카고 지역 사회 조직 그룹은 전국적으로 지역 사회의 투자 회수 및 모기지 레드라이닝에 맞서 싸움을 확대하기 위해 전국민 행동 (NPA)을 결성했다. 시카고의 주부 게일 신코타와 전문 지역 사회 조직가인 쉘 트랩이 이끄는 이 조직은 당시 전국 주택 담보 대출의 대부분을 보유하고 있던 연방 공인 저축기관 (S&L)의 관리 기관인 연방 주택 대출 은행 위원회를 목표로 삼았다. NPA는 은행들이 대출 패턴을 공개하도록 요구하는 국가 공개 규제 또는 법률을 통과시키기 위해 도시 지역 사회 조직의 전국 연합을 구축하려는 노력을 시작했다.
수년간 도시 공동체 조직들은 블록버스팅 (부동산을 매우 싸게 사들여 저소득층, 대개 흑인 세입자에게 임대하기 위해 이웃 지역에서 백인 이탈을 기만적으로 장려하는 행위)에 맞서 싸우고, 집주인에게 재산 유지를 강요하고, 도시가 버려진 재산을 막고 철거하도록 요구함으로써 지역 쇠퇴에 맞서 싸웠다. 이러한 행동들은 지역 쇠퇴의 단기적인 문제들을 해결했다. 지역 지도자들은 이러한 문제들과 조건들이 진정한, 그러나 숨겨진, 문제의 근본적인 원인인 투자 회수의 증상이라는 것을 깨닫기 시작했다. 더 많은 데이터가 수집됨에 따라 그들은 전략을 변경했다.
NPA의 도움으로 느슨하게 연합된 공동체 조직의 연합이 형성되기 시작했다. 1974년 시카고에서 열린 제3차 연례 주택 회의에는 25개 주와 35개 도시를 대표하는 8백 명의 대표단이 참석했다. 이 전략은 전국 도시의 S&L을 감독하는 연방 주택 대출 은행 위원회 (FHLBB)에 초점을 맞췄다.
1974년, 지역 조직 대표들로 구성된 시카고 메트로폴리탄 지역 주택 협회(MAHA)는 일리노이 주 의회가 정보 공개와 레드라이닝 금지를 의무화하는 법률을 통과시키는 데 성공했다. 매사추세츠에서는 NPA와 연합한 조직가들이 특수한 상황에 직면했다. 주택 담보 대출의 90% 이상이 주 인가 저축 은행에 의해 보유되고 있었다. 자메이카 플레인 지역 조직은 투자 회수 문제를 주지사 선거 쟁점으로 삼았다. 자메이카 플레인 은행 및 주택 담보 위원회와 그 도시 전역의 제휴 조직인 보스턴 반레드라이닝 연합(BARC)은 민주당 후보 마이클 듀카키스로부터 매사추세츠 주 은행 위원회를 통해 주 전역의 정보 공개를 명령하겠다는 약속을 받아냈다. 듀카키스가 당선된 후, 그의 새로운 은행 위원회는 은행들에게 ZIP 코드별로 주택 담보 대출 패턴을 공개하도록 명령했다. 의심되던 레드라이닝이 드러났다. 보스턴 조직을 이끌었던 전직 지역 조직가 리처드 W. "릭" 와이즈는 반레드라이닝 캠페인의 다소 허구적인 설명을 담은 소설 <레드라인드>(Redlined)를 출간했다.
NPA와 그 계열사들은 1975년 주택 담보 대출 공개법의 통과로 대출 관행 공개를 달성했다. 필요한 투명성과 대출 관행 검토는 대출 관행을 변화시키기 시작했다. NPA는 방치되었던 지역에 대한 재투자를 시작했다. 그들의 지지는 1977년 지역사회 재투자법 통과에 도움이 되었다.
레드라이닝은 1930년대부터 1950년대까지 온타리오에서 캐나다에서도 널리 퍼져 있었으며, 오늘날까지 지속되는 세대 간 결과를 초래했다.

## 종결을 위한 노력

### 입법
미국에서는 1968년 공평주거권리법이 레드라이닝 관행에 맞서기 위해 통과되었다. 미국 주택도시개발부에 따르면, "공평주거권리법은 인종이나 출신 국가를 이유로 주택 매매 조건, 조항 또는 특권에서 차별하는 것을 불법으로 규정한다. 또한 이 법은 주거용 부동산 관련 거래에 관여하는 모든 개인이나 단체가 인종이나 출신 국가를 이유로 해당 거래를 제공하거나 거래의 조건에서 차별하는 것을 불법으로 규정한다." 공평주택평등기회국은 이 법을 관리하고 집행하는 임무를 맡고 있다.
미국 연방 성문법 15 U.S.C. § 1691 이하에 명시된 공정 신용 기회법(ECOA)은 1974년 10월 28일에 제정되었다. 이 법은 채권자가 인종, 피부색, 종교, 출신 국가, 성별, 혼인 여부 또는 연령(신청자가 계약 능력이 있는 경우)을 기반으로 한 신용 거래의 어떠한 측면에서도 신청자를 차별하는 것을 불법으로 규정한다. 또한 신청자의 공공 보조금 프로그램 수입이나 소비자 신용 보호법에 따른 권리 행사에 따른 차별도 금지한다. ECOA는 은행, 소매업체, 신용카드 회사, 금융 회사, 신용 협동조합을 포함하여 신용 결정에 정기적으로 참여하는 모든 사람에게 적용된다.
이 법의 권한과 범위를 정의하는 부분은 규제 B로 알려져 있으며, 12 C.F.R. § 1002.1(b) (2017)로 참조된다. 12장 1002부의 공식 식별자인 12 C.F.R. § 1002.1(b) (2017)에 나오는 (b)에서 유래한다. 규제 B를 준수하지 않으면 금융기관은 개인 또는 집단 소송에서 실제 및 징벌적 손해배상에 대한 민사 책임을 지게 될 수 있다. 징벌적 손해배상 책임은 개인 소송에서 최대 10,000달러, 집단 소송에서는 500,000달러 또는 채권자 순자산의 1% 중 더 적은 금액이 될 수 있다.
1977년 의회가 통과시킨 지역사회 재투자법 (CRA)은 은행이 모든 지역사회에서 동일한 대출 기준을 적용하도록 요구한다.

### 규제 소송
2015년 5월, 미국 주택도시개발부는 어소시에이티드 뱅크가 시카고와 밀워키에서 레드라이닝 문제로 2억 달러의 합의금을 지불하기로 합의했다고 발표했다. 3년간의 HUD 관찰 결과 은행이 고의적으로 흑인 및 라틴계 신청자의 주택 담보 대출 신청을 거부했다는 불만이 제기되었다. 최종 합의에 따라 어소시에이티드 뱅크는 비백인 지역에 지점을 개설해야 했다.
뉴욕 법무장관 에릭 슈나이더만은 2015년 9월 10일 에반스 은행과 82만 5천 달러의 합의에 도달했다고 발표했다. 조사를 통해 흑인 거주 지역이 주택 담보 대출 지도에서 삭제된 사실이 드러났다. 슈나이더만에 따르면, 2009년에서 2012년 사이에 은행이 받은 1,100건 이상의 주택 담보 대출 신청 중 흑인으로부터 온 것은 단 4건뿐이었다. 이 조사 이후, 버펄로 뉴스는 더 많은 은행이 가까운 시일 내에 동일한 이유로 조사를 받을 수 있다고 보도했다. 이러한 법무부와 HUD의 합의 중 가장 주목할 만한 사례는 대도시의 지역 은행에 주로 초점을 맞췄지만, 앨라배마주 토머스빌의 퍼스트 유나이티드 시큐리티 뱅크와 미시간주 새기노의 커뮤니티 스테이트 뱅크를 포함한 다른 지역의 은행들도 이러한 명령의 대상이 되었다.
미국 법무부는 2015년 9월 24일 뉴저지주, 뉴욕주, 펜실베이니아주에서 서비스를 제공하는 허드슨 시티 세이빙스 뱅크와 3,300만 달러의 합의에 도달했다고 발표했다. 6년간의 법무부 조사 결과, 이 회사는 라틴계와 아프리카계 미국인에게 고의적으로 주택 담보 대출을 거부하고, 소수자가 다수를 이루는 지역으로 확장을 의도적으로 피한 것으로 밝혀졌다. 법무부는 이를 "역사상 가장 큰 주택 담보 대출 레드라이닝 합의"라고 불렀다. 합의의 일환으로 HCSB는 비백인 지역에 지점을 개설해야 했다. 미국 검사 폴 피시맨이 워싱턴 포스트의 에밀리 배저에게 설명했듯이, "[만약] 당신이 흑인 또는 히스패닉 다수 지역에 살면서 주택 담보 대출을 신청하고 싶었다면, 허드슨 시티 세이빙스 뱅크는 갈 곳이 아니었다." 집행 기관은 허드슨 시티의 중개인 선정 관행에서 추가적인 차별 증거를 제시하며, 은행이 주택 담보 대출 신청의 80%를 주택 담보 중개인으로부터 받았지만, 은행과 협력하는 중개인들은 아프리카계 미국인 및 히스패닉 다수 지역에 위치하지 않았다고 언급했다.
2023년 1월 12일, 시티 내셔널 은행은 2017년부터 2020년까지의 레드라이닝 혐의를 해결하기 위해 미국 법무부에 3,100만 달러를 지불하기로 합의했다.

### 지역사회 조직
시카고의 사우스 쇼어 지역에 있는 지역사회 개발 은행인 쇼어뱅크는 레드라이닝에 맞선 민간 부문 투쟁의 일원이었다. 1973년에 설립된 쇼어뱅크는 지역 주민들에게 금융 서비스, 특히 주택 담보 대출을 제공함으로써 시카고의 아프리카계 미국인 공동체에서 인종차별적인 대출 관행에 맞서 싸우려 했다. 1992년 연설에서 당시 대통령 후보였던 빌 클린턴은 쇼어뱅크를 "미국에서 가장 중요한 은행"이라고 불렀다. 2010년 8월 20일, 이 은행은 파산 선고를 받고 규제 당국에 의해 폐쇄되었으며, 대부분의 자산은 어번 파트너십 뱅크에 인수되었다.
1970년대 중반, NPA의 기치 아래 지역사회 단체들은 일리노이주 사우스 오스틴에서 레드라이닝에 맞서 싸웠다. 이 중 하나는 사우스 오스틴의 지역사회를 복원하고 레드라이닝을 조장한다고 비난받는 금융기관에 맞서기 위해 설립된 SACCC(사우스 오스틴 연합 공동체 협의회)였다. 이는 일리노이주 보험국의 보험 규제 당국뿐만 아니라 반인종차별법을 집행하는 연방 공무원의 관심을 끌었다.

## 현재의 문제

### 미국 도시의 인종 분리
미국 연방 정부는 1970년대부터 미국 도시의 분리를 줄이기 위한 법안을 제정했다. 많은 도시들이 분리된 지역의 수를 줄였지만, 일부는 여전히 명확하게 정의된 인종 경계를 가지고 있다. 1990년 이후, 시카고시는 이동성을 개선하고 장벽을 줄이려는 노력에도 불구하고 가장 지속적으로 인종적으로 분리된 도시 중 하나였다. 디트로이트, 휴스턴, 애틀랜타와 같은 다른 도시들도 수십 년 전 금융 기관에 의해 처음으로 레드라이닝된 지역과 동일하게 흑인과 백인 지역이 매우 뚜렷하다. 다른 도시들은 진전을 이루었지만, 이러한 지속적인 인종 분리는 수백만 명의 사람들에게 경제적 이동성 감소에 기여했다.
로스앤젤레스와 같은 이전에 레드라이닝되었던 지역은 지리학자 스테파노 블로흐와 인류학자 수잔 A. 필립스의 연구에서 나타났듯이, 갱단 금지 명령이 발부될 가능성이 더 높은 것으로 나타났다.

### 인종 제한 조항: 현재의 노력
인종 차별적인 계약, 조건, 제한(CCRs)은 1948년 셸리 대 크레이머 사건에서 미국 대법원에 의해 "강제 불가능"하다고 판결되었지만, 이 결정은 이를 불법으로 만든 것이 아니라 법원이 이를 강제할 수 없도록 했을 뿐이다. 이러한 차별적 관행이 명시적으로 불법화된 것은 1968년 연방 공정 주택법이 통과된 후였다.
주 차원 입법
- 캘리포니아: 2021년에 통과된 AB 1466은 카운티 등기원이 재산 기록에서 차별적 조항을 식별하고 수정하도록 요구한다. 이는 주택 소유자가 그러한 문구를 제거하도록 요청할 수 있도록 한 이전 법안을 기반으로 한다.[58]
- 워싱턴: 2021년 주 정부는 모든 부동산 문서가 인종적으로 제한적인 조항에서 자유로워야 하며, 재산 소유자가 이를 제거할 수 있는 절차를 제공하는 법을 통과시켰다.[59]
- 미네소타: 미네소타 주 의회는 2019년에 주택 소유자가 간단한 절차를 통해 자신의 재산 증서에서 인종 제한 조항을 제거할 수 있도록 하는 법을 통과시켰다. 이 법은 트윈 시티의 인종 제한 조항을 매핑하고 문서화한 매핑 편견 프로젝트에 큰 영향을 받았다.[60]

대중 인식 및 교육
- 역사 연구 및 문서화: 미니애폴리스의 매핑 편견 프로젝트와 시애틀 민권 및 노동 역사 프로젝트와 같은 프로젝트는 인종 제한 조항의 범위와 역사적 영향을 문서화하고 공개하여 대중의 인식을 높이는 데 노력해 왔다.[61]

디지털 아카이브 및 데이터베이스
대학과 비영리 단체들은 주택 소유자와 연구자들이 이러한 제한 조항에 대한 정보에 접근할 수 있도록 인종 제한 조항에 대한 검색 가능한 데이터베이스를 만들고 있다.
- 하나의 자료는 리치먼드 대학교, 버지니아 공대 등과 협력한 Mapping Inequality: Redlining in New Deal America 프로젝트이다. 이 프로젝트는 1930년대 주택 소유자 대출 공사(HOLC)가 생산한 지도와 지역 설명에 초점을 맞추고 있다. 이 프로젝트는 레드라이닝된 지역을 보여주는 디지털 HOLC 지도, 상세 설명, 그리고 이러한 관행이 도시 개발에 미친 영향에 대한 분석을 제공한다. Mapping Inequality는 주택 차별의 체계적 특성을 이해하기 위한 역사적 맥락을 제공하는 데 도움을 준다.[62]
- 워싱턴 대학교의 시애틀 민권 및 노동 역사 프로젝트는 시애틀의 인종 조항과 관련된 포괄적인 문서 모음을 포함한다. 이 프로젝트는 역사적 지도, 부동산 기록, 그리고 영향을 받은 지역 사회의 경험을 기록한 구술 역사를 제공한다. 이는 교육 이니셔티브를 지원하고 주택 형평성에 대한 공공 정책을 알리는 데 도움을 준다.[63]
- 루이빌 메트로 정부의 레드라이닝 루이빌: 인종 자본주의와 부동산 프로젝트는 레드라이닝과 인종 조항의 영향을 보여주는 대화형 지도를 제공한다. 이 프로젝트는 이러한 차별적 관행의 장기적인 효과를 설명하는 지도, 이야기, 데이터 세트를 포함한다.[64]

### 인종 간 부의 격차
레드라이닝 관행은 현재 미국에서 볼 수 있는 인종 간 부의 격차를 형성하는 데 적극적으로 기여했다.
미국 통계청의 현재 인구 조사를 따르면, 미국 내 흑인 가구는 백인 가구의 소득 100달러당 57.30달러만을 벌었다. 백인 가구의 부 100달러당 흑인 가구는 5.04달러만을 보유한다. 2016년 흑인 및 히스패닉 가구의 중간 자산은 각각 17,600달러와 20,700달러인 반면, 백인 가구의 중간 자산은 171,000달러였다. 흑백 부의 격차는 대침체 이후 회복되지 못했다. 2007년, 대침체 직전 흑인의 중간 자산은 백인의 거의 14%에 달했다. 2016년 흑인 자산이 백인 자산보다 더 빠르게 증가했음에도 불구하고, 흑인들은 여전히 중간 자산에서 백인 자산의 10% 미만을 소유했다.
다섯 인종 집단 출신의 사람들을 대상으로 한 다세대 연구는 미국 도시의 상향 이동성 추세를 분석했다. 이 연구는 인종적으로 분리된 지역에서 자란 흑인 남성이 경제적 상향 이동성을 얻을 가능성이 현저히 낮다는 결론을 내렸으며, "하위 20% 가구 소득 계층의 부모에게서 태어난 흑인 자녀는 최상위 20% 가구 소득 계층으로 상승할 가능성이 2.5%에 불과한 반면, 백인은 10.6%였다"고 밝혔다. 이러한 세대 간 빈곤으로 인해 흑인 가구는 "제자리에 갇혀" 재산을 늘릴 수 있는 능력이 떨어진다.
시카고 연방준비은행 경제학자들의 2017년 연구에 따르면, 은행이 특정 지역 주민들을 차별하는 관행인 레드라이닝이 이들 지역에 지속적인 악영향을 미쳐 2010년 주택 소유율, 주택 가치, 신용 점수에 영향을 미쳤다. 많은 아프리카계 미국인들이 일반 주택 담보 대출을 이용할 수 없었기 때문에, 그들은 약탈적 대출 기관(고금리를 부과하는)에 의존해야 했다. 낮은 주택 소유율로 인해, 슬럼로드들이 다른 방식으로는 소유되었을 아파트들을 임대할 수 있었다.

### 소매

#### 오프라인 상점
소매 레드라이닝은 소매업체들 사이의 공간 차별적 관행이다. 택시 서비스와 음식 배달은 해당 지역의 민족 소수자 구성과 사업(및 인지된 범죄)에 대한 가정에 따라 특정 지역에 서비스를 제공하지 않을 수 있으며, 이는 데이터나 해당 지역에서 사업을 운영할 잠재적 수익성과 같은 경제적 기준에 기반하지 않는다. 결과적으로, 이러한 지역의 소비자들은 더 적은 소매업체들이 정하는 가격에 취약하다. 그들은 더 높은 가격을 부과하거나 품질이 낮은 상품을 제공하는 소매업체에 의해 착취당할 수 있다.

#### 온라인
2012년 월스트리트 저널의 연구에 따르면 스테이플스, 더 홈 디포, 로제타 스톤 및 일부 다른 온라인 소매업체들은 다른 위치에 있는 고객들에게 다른 가격을 제시했다(배송비와는 별개로). 스테이플스는 오피스맥스와 오피스 디포와 같은 경쟁사와의 근접성을 기반으로 할인율을 적용했다. 이는 일반적으로 시골 지역 고객들에게 더 높은 가격을 초래했는데, 이들은 평균적으로 더 낮은 가격을 보는 고객들보다 덜 부유했다.

#### 리쿼라이닝 (Liquorlining)
일부 서비스 제공업체는 소득이 낮은 지역을 대상으로 성가신 판매를 한다. 이러한 서비스가 지역사회에 부정적인 영향을 미친다고 여겨질 때, 이는 "역 레드라이닝"의 한 형태로 간주될 수 있다. "리쿼라이닝"이라는 용어는 때때로 소득이 낮거나 소수 민족 거주 지역에 주변 지역에 비해 주류 판매점이 밀집되어 있는 현상을 묘사하는 데 사용된다. 주류 판매점의 밀집은 범죄 및 공중 보건 문제와 관련되어 있으며, 이는 다시 슈퍼마켓, 식료품점 및 기타 소매점을 멀어지게 하여 경제 발전 수준을 낮추는 데 기여할 수 있다. 소득을 통제했을 때, 비백인들은 백인들보다 주류 판매점의 집중도가 더 높다. "리쿼라이닝"에 대한 한 연구는 도시 지역에서 알코올 수요와 주류 판매점 공급 사이에 약한 상관관계가 있음을 발견했다.

### 금융 서비스

#### 학자금 대출
2007년 12월, 코네티컷 지방법원에 학생 대출 대기업인 살리 메를 상대로 집단 소송이 제기되었다. 이 소송은 살리 메가 아프리카계 미국인과 히스패닉 개인 학자금 대출 신청자들을 차별했다고 주장했다.
이 사건은 살리 메가 인수에 사용한 요소들이 소수자 학생 수가 많은 학교에 다니는 학생들에게 불리 효과를 초래했다고 주장했다. 또한 이 소송은 살리 메가 개인 학자금 대출자들에게 대출 조건을 제대로 공개하지 않았다고 주장했다.
이 소송은 2011년에 합의되었다. 합의 조건에는 살리 메가 유나이티드 니그로 대학 기금에 50만 달러를 기부하고 원고 측 변호인들이 180만 달러의 변호사 수수료를 받는 것이 포함되었다.

#### 신용카드
신용카드 레드라이닝은 신용카드 발행기관들 사이에서 나타나는 공간적 차별 관행으로, 특정 지역에 거주하는 민족 소수자 구성에 따라 경제적 기준(예: 해당 지역에서의 운영 수익성)이 아닌 가정에 기반하여 다른 금액의 신용을 제공하는 것을 말한다. 학자들은 신용카드 발행기관이 소위 "고위험" 고객이 자주 이용하는 소매점에서 구매 기록이 있는 개인의 신용 한도를 줄이는 것과 같은 특정 정책들을 레드라이닝과 유사한 것으로 평가한다.

#### 은행
레드라이닝과 은행 시스템으로 인한 경제적 영향의 대부분은 아프리카계 미국인 공동체에 직접적인 영향을 미친다. 1960년대 초, 많은 흑인 퇴역 군인과 그 가족들이 백인 교외 지역으로 대거 이주했다. 흑인들이 이주해 오면서 백인들은 이주해 나갔고, 이 주택들의 시장 가치는 급격히 하락했다. 이러한 시장 가치를 관찰하면서 은행 대출 기관들은 지도에 해당 지역을 빨간 선으로 문자 그대로 그려서 면밀히 추적할 수 있었다. 이 선들은 그들이 투자하지 않을 지역을 나타냈다. 인종적 레드라이닝을 통해 은행뿐만 아니라 저축 및 대출 회사, 보험 회사, 식료품 체인, 심지어 피자 배달 회사까지 흑인 공동체의 경제 활력을 저해했다. 심각한 민권법 미비와 경제적 영향이 결합되어 1977년 지역사회 재투자법의 통과로 이어졌다.
인종 및 경제적 레드라이닝은 이러한 지역에 사는 사람들이 처음부터 실패하도록 만들었고, 은행들은 종종 이 지역 출신 사람들에게 은행 대출을 거부하거나 더 엄격한 상환 조건을 제시했다. 그 결과, 사람들(특히 아프리카계 미국인)이 주택을 소유할 수 있는 비율이 매우 낮았으며, 이는 해당 지역에서 저금리 대출을 받을 수 있었던 슬럼로드들이 장악하고 자신들이 원하는 대로 할 수 있는 문을 열었다.
2000년대에는, 비슷한 소득을 가진 두 지역(하나는 주로 백인, 다른 하나는 주로 흑인)을 조사한 결과, 흑인 지역에 있는 은행 지점들이 오로지 서브프라임 대출만을 제공하는 것으로 밝혀졌다. 연구에 따르면, 고소득 흑인들은 저소득 백인들에 비해 서브프라임 주택 구매 담보 대출을 받을 확률이 거의 두 배나 높았다. 깊은 인종차별에 의해 조장되어, 일부 대출 담당자들은 흑인들을 "진흙 인간"이라고 부르고 서브프라임 대출을 "빈민가 대출"이라고 불렀다. 낮은 저축률과 이러한 레드라이닝의 유산으로 인한 은행에 대한 불신은 소수민족 거주 지역에 금융 기관이 더 적은 이유를 설명할 수 있다. 21세기 초에 브로커와 텔레마케터들은 소수민족 거주자들에게 서브프라임 담보 대출을 적극적으로 권유했다. 대부분의 대출은 재융자 거래였으며, 주택 소유자들이 가치가 오르는 부동산에서 현금을 인출하거나 신용카드 및 기타 부채를 상환할 수 있도록 했다.
레드라이닝은 미국에서 흑인과 백인 간의 주거 분리를 유지하는 데 기여했다. 웰스 파고와 같은 대출 기관은 흑인 주민들이 백인 거주 지역에서 주택을 구매할 때와 흑인 거주 지역에서 주택을 구매할 때 다르게 대우한다는 것을 보여주었으며, 흑인 주민들이 지역사회에 통합되려고 할 때 서브프라임 및 약탈적 대출을 제공했다.
대출의 불평등은 주거용을 넘어 상업 대출에도 적용된다. 댄 임머글럭은 2002년 흑인 거주 지역의 소기업들이 기업 밀도, 기업 규모, 산업 구성, 지역 소득, 지역 기업의 신용도를 고려한 후에도 더 적은 대출을 받았다고 썼다.
여러 주 법무장관이 이러한 사실상 관행이 공정 대출법을 위반할 수 있다며 조사를 시작했다. NAACP는 12개 이상의 은행에 대해 조직적인 인종 차별을 비난하는 집단 소송을 제기했다.
이들은 고립된 사건들이 아니다. 미국 법무부에 따르면, 2021년 이후에만 법무부는 11건의 레드라이닝 사건을 발표했으며, 전국적으로 대출 차별의 피해자가 된 유색인종 커뮤니티에 1억 900만 달러 이상의 구제금을 확보했다. 미국에서 가장 부유한 세 은행인 뱅크 오브 아메리카, JP모건 체이스, 웰스 파고는 모두 차별적 대출에 참여한 것으로 밝혀졌다.
미국에서 가장 큰 주거용 주택 담보 대출 기관인 웰스 파고는 2012년에 2004년부터 2009년까지 아프리카계 미국인 및 히스패닉 대출자에게 차별적인 대출 관행을 사용한 것이 밝혀진 후 소송에 합의했다. 이 합의는 미국 법무부 역사상 두 번째로 큰 공정 대출 합의로, 인종 또는 출신 국가 때문에 서브프라임 담보 대출로 유도되거나 백인 대출자보다 높은 수수료 및 금리를 부과받은 도매 대출자에게 1억 8,430만 달러를 보상하는 것을 포함한다. 웰스 파고는 피해 지역 사회에 5천만 달러의 직접적인 계약금 지원을 제공하기로 합의했다. 이 소송에서 2007년 시카고 지역에서 웰스 파고로부터 독립 중개인을 통해 30만 달러를 대출받은 고객들은 유사한 신용 위험을 가진 백인 대출자들에 비해 아프리카계 미국인이면 평균 2,937달러, 히스패닉이면 2,187달러를 더 많은 중개 수수료로 지불한 것으로 나타났다.
2011년, 미국에서 두 번째로 큰 은행인 뱅크 오브 아메리카는 3억 3,500만 달러의 소송에 합의했다. 이 소송은 2006년부터 2009년까지 은행이 유사한 신용 등급을 가진 백인 대출자들에 비해 아프리카계 미국인과 히스패닉 대출자에게 더 높은 수수료와 이자율을 부과했다고 주장했다. 이 시민들은 완전히 이용당했다. "아마도 피해자들은 자신들이 피해를 입고 있다는 것을 전혀 몰랐을 겁니다. 그것은 미소 지으며 행해진 차별이었습니다"라고 법무부의 민권 담당 차관보 토마스 E. 페레즈는 말했다. 더 최근인 2017년, JP모건 체이스는 5,500만 달러의 소송에 합의했다. 이 소송은 다시 2006년부터 2009년까지 은행이 유사한 신용 등급을 가진 백인 대출자들에 비해 소수민족 대출자에게 더 높은 이자율과 수수료를 부과했다고 주장했다.
1976년부터 2016년까지 미국 주택 시장의 인종 차별 동향을 조사한 정량적 분석에 따르면, 주택 담보 대출 직접 거부에 의한 차별은 1970년대 이후 크게 감소했지만, 주택 담보 대출 비용의 인종 간 격차는 줄어들지 않았다. 또한, 그들은 초기 문의에 대한 응답을 받을 확률이 백인에 비해 흑인은 8%, 히스패닉은 4%, 아시아인은 3% 낮다는 것을 발견했다.

### 환경 인종차별
1930년대의 역사적 레드라이닝(몇몇 인종차별적이고 차별적인 관행 중 하나)은 지역사회의 현재 사회경제적 취약성에 영향을 미쳤다. 이러한 차별적 전략은 인종 인구 통계 및 주택 담보 투자에 대한 인지된 위험을 기반으로 했으며, 그 결과 레드라이닝된 공동체는 인종 및 경제적 지위에 따라 계속 분리되었다. 이는 해당 지역에 대한 투자가 줄어들게 된다. 레드라이닝 및 도시쇠퇴와 관련된 정책은 환경 인종차별의 한 형태로 작용할 수 있으며, 이는 결국 공중 보건에 영향을 미친다. 도시 소수민족 공동체는 일부 도시에서 부유하거나 백인 지역의 공원보다 작고, 접근성이 떨어지며, 질이 좋지 않은 공원 형태로 환경 인종차별에 직면할 수 있으며, 이는 젊은이들이 놀 공간이 적고 성인들이 운동할 기회가 적기 때문에 건강에 간접적인 영향을 미칠 수 있다. 2022년 환경 과학 및 기술 서신 저널에 발표된 연구에 따르면, 202개 미국 도시의 레드라이닝 지역은 2010년에 더 높은 수준의 대기 오염(이산화 질소 및 미세먼지)을 보였다. 가장 중요한 환경 위험 요인 중 하나인 연소 관련 대기 오염 물질에 대한 노출은 심혈관 질환, 호흡기 질환 및 심혈관 사망과 같은 여러 건강 영향과 직접적으로 관련되어 있다. 아프리카계 미국인은 유해 폐기물 및 오염 물질을 생산하는 시설 근처에 살 가능성이 다른 사람들보다 75% 더 높다. 흑인 인구의 44%를 차지하는 필라델피아는 2019년 미국 폐 협회로부터 "필라델피아 카운티에 거주한다면, 숨 쉬는 공기가 건강을 위험에 빠뜨릴 수 있다"는 경고를 받았다. 필라델피아 그레이스 페리의 정유소가 시내 독성 대기 배출량의 대부분을 차지하는 것으로 밝혀졌다. 이 정유소는 2019년까지 12개 분기 중 9개 분기 동안 청정 대기법을 준수하지 않았다.

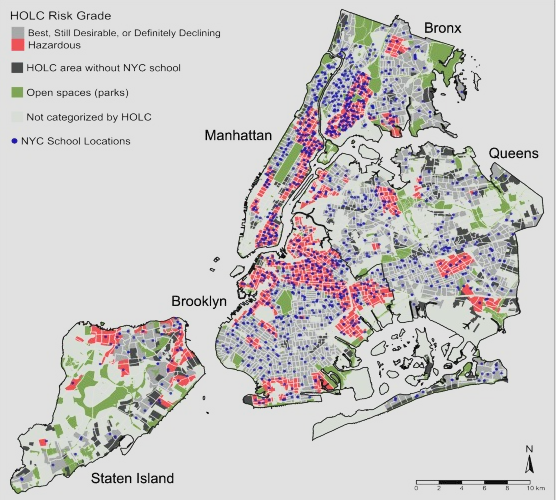
뉴욕의 레드라이닝 지역을 보여주는 지도

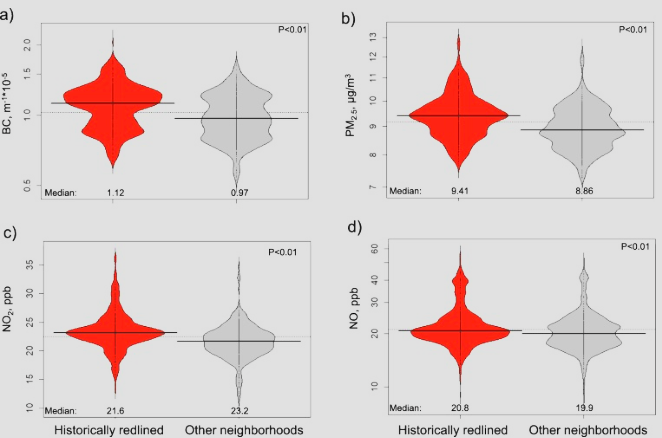
레드라이닝 지역의 대기 오염 물질 농도가 비레드라이닝 지역보다 높다.

컬럼비아 대학교 내과 및 외과 대학의 정경화 교수는 2022년 미국 역사에서 주거 레드라이닝의 유산과 오늘날 뉴욕 시 학교 주변 대기 오염의 시간적 패턴에 대한 함의에 대해 썼다. 그들은 NYC 지역사회 대기 조사에서 얻은 토지 이용 회귀 모델을 사용하여 학교 주변 250m 반경 내 연소 관련 대기 오염 물질(블랙 카본(BC), 미세먼지(PM2.5), 이산화질소(NO2), 산화질소(NO))의 연평균 농도를 조사했다. 그들은 학교에 집중했는데, 뉴욕 시의 인구 밀도를 고려할 때, 인용된 2006년 연구는 학교가 번잡한 도로와 대형 트럭 노선 근처에 자주 위치하기 때문에 BC와 PM2.5 노출의 중요한 원인이 될 수 있다고 제안했다. "640만 명의 미국 어린이가 주요 도로에서 250m 이내에 있는 학교에 다녔고 교통 오염에 높은 수준으로 노출될 가능성이 높았다." 또한, 최근 연구에 따르면 미국 도시의 역사적 레드라이닝은 대기 오염 수준의 차이와 관련이 있으며, 레드라이닝 지역의 PM2.5 및 NO2 수준이 비레드라이닝 지역보다 높다. 흑인, 히스패닉, 아시아계 개인은 일반적으로 백인 개인보다 PM2.5에 더 많이 노출되며, 흑인과 히스패닉 집단은 사회경제적 지위를 고려했을 때에도 BC에 더 많이 노출된다. 정경화 교수의 연구도 같은 결과를 도출했는데, 뉴욕 시의 역사적으로 레드라이닝된 지역은 다른 지역에 비해 흑인 인구, 박탈감, 사회경제적 취약성, 그리고 열악한 청소년 기회 지수가 더 높다는 것을 보여주었다. 또한 디젤 배출량이 더 많고 지역 트럭 노선의 밀도가 더 높았다. 최근 환경 법규로 인해 뉴욕 시의 오염 수준이 역사적 수준에 비해 감소했음에도 불구하고, 비레드라이닝 지역은 여전히 상당한 수준의 대기 오염을 보였다.
1990년 로버트 월리스는 1980년대 에이즈 발생 패턴이 아프리카계 미국인 및 히스패닉 공동체를 대상으로 한 "계획적 축소" 프로그램의 결과에 영향을 받았다고 썼다. 이 프로그램은 도시 인구 밀도 수준을 유지하고 공동체 안정을 보장하는 데 필수적인 소방 자원을 포함한 시정 서비스의 체계적인 거부를 통해 시행되었다. 제도화된 인종차별은 일반적인 건강 관리뿐만 아니라 소수민족 공동체에서 에이즈 건강 개입 및 서비스의 질에도 영향을 미친다. 에이즈를 포함한 다양한 질병 범주에서 소수민족의 과도한 대표성은 부분적으로 환경 인종차별과 관련이 있다. 소수민족 공동체의 에이즈 유행에 대한 국가적 대응은 1980년대와 1990년대에 느렸으며, 예방 노력과 에이즈 건강 서비스에서 민족 다양성에 대한 무감각함을 보여주었다.
오리건 대학교 민족학과 학과장이자 교수인 로라 풀리도, 캘리포니아 대학교 샌타바버라의 환경 연구 학과장이자 글로벌 환경 정의 프로젝트 책임자인 데이비드 펠로우와 같은 환경 정의 학자들은 환경 인종차별을 인종 자본주의의 뿌리 깊은 유산에서 비롯된 요소로 인식하는 것이 운동에 매우 중요하며, 백인 우월주의가 자연과 노동과의 인간 관계를 계속 형성하고 있다고 주장한다.

### 노동력
미국의 이너시티에 거주하는 노동자들은 교외 노동자들보다 일자리를 찾는 데 더 어려움을 겪는다.

### 디지털 레드라이닝
디지털 레드라이닝은 특히 디지털 기술, 디지털 콘텐츠 및 인터넷 사용을 통해 인종, 문화 및 계층 그룹 간의 불평등을 만들고 영속시키는 관행을 지칭하는 용어이다. 디지털 레드라이닝은 역사적인 주택 차별 관행인 레드라이닝을 확장하여 알고리즘, 연결된 디지털 기술 및 빅데이터를 사용하여 사회의 취약 계층을 차별할 수 있는 능력을 포함한다. 이 용어의 확장은 지리 기반 및 비지리 기반 차별을 모두 포함하는 경향이 있다. 예를 들어, 2019년 3월 미국 주택도시개발부 (HUD)는 페이스북의 표적 광고 관행에 대해 주택 차별 혐의로 기소했다. 이 혐의에는 광고주가 지도에 빨간 선을 그릴 수 있는 도구 형태의 지리 기반 타겟팅이 포함되었지만, 지도 대신 페이스북의 사용자 프로필 정보를 사용하여 특정 집단을 직접 제외하는 알고리즘 타겟팅과 같은 비지리 기반 방법도 포함되었다. 2019년 3월 28일 HUD의 보도 자료는 HUD가 "페이스북이 광고주가 페이스북이 부모로 분류한 사람, 미국 태생이 아닌 사람, 비기독교인, 접근성에 관심 있는 사람, 히스패닉 문화에 관심 있는 사람, 또는 공평주거권리법의 보호 계층과 밀접하게 일치하는 다양한 기타 관심사를 가진 사람들을 제외하도록 허용했다"고 비난했다고 명시했다.

### 정치적 레드라이닝
정치적 레드라이닝은 인구 통계 및 현재 또는 과거의 의견에 대한 가정에 따라 정치 정보의 공급을 제한하는 과정이다. 이는 정치 캠페인 관리자들이 투표 가능성이 낮은 인구를 제한하고 투표할 가능성이 있는 유권자만을 염두에 두고 정보 캠페인을 설계할 때 발생한다. 또한 정치인, 로비스트 또는 정치 캠페인 관리자들이 유권자 억압 캠페인을 통해 투표를 적극적으로 방해할 지역을 식별할 때도 발생할 수 있다.

### 레드라이닝과 건강 불평등
미국의 건강 불평등은 레드라이닝의 영향으로 인해 오늘날까지 지속되고 있다. 이는 미국에서 건강이 부와 동의어이고, 두 가지 모두 소수 집단이 차별적 관행의 결과로 거부당했기 때문이다. 부는 깨끗한 공기, 순수한 물, 레크리에이션 및 운동을 위한 야외 공간, 낮과 밤의 안전한 거리, 좋은 학교, 건강한 음식, 대중교통에 대한 접근을 통해 세대 간 부의 성장을 지원하는 인프라, 그리고 주변 지역사회와 연결하고 소속감을 느끼며 기여할 기회를 갖는 특권을 제공한다. 부는 또한 자본을 가진 사람들은 대출에 접근할 수 없었기 때문에 레드라이닝된 소수 집단이 재활을 시도해야만 했던 노후 주택에 갇혀 있지 않아 주거의 안정성을 제공한다.
슈퍼마켓과 같은 소매업의 경우, 의도적으로 대상 주민들과 비현실적으로 멀리 떨어진 곳에 상점을 건설하는 것이 레드라이닝 효과를 초래한다. 이것은 슈퍼마켓 레드라이닝으로 불리며, 일부 학술적 정의에서 식품 사막의 특징인 슈퍼마켓 접근성 저하의 원인으로 제안되어 왔다. 이 개념은 대형 체인 슈퍼마켓이 도시 및 경제적 장애물로 인해 도심 지역이나 빈곤 지역에서 점포를 이전하거나 개점하지 않는 경향이 있어 특정 지역사회의 슈퍼마켓 접근성을 감소시키는 것을 설명한다.

#### 암 치료 결과
레드라이닝과 관련된 또 다른 결과는 다양한 암 결과이다. 예를 들어, 미국 의학 협회 저널에 발표된 한 연구는 비라틴계 백인 여성들 사이에서 비레드라이닝 지역이 더 유리한 유방암 결과를 보인다는 것을 발견했다. 2023년 미국 외과 대학 저널에 발표된 연구에 따르면, 레드라이닝은 암 치료 결과뿐만 아니라 암 검진율 저하에도 기여한다. 특히, 연구에 따르면 레드라이닝된 지역과 그렇지 않은 지역을 비교했을 때, 유방암 검진을 받을 확률은 24% 낮았고, 대장암은 64% 낮았으며, 자궁경부암은 79% 낮았다. 오하이오 주립 종합 암 센터 – 제임스 암 병원 및 솔로브 연구소의 선임 기고가인 아만다 하퍼는 검진 불평등을 해결하기 위한 전략은 구조적으로 적절하고 지역별로 특화되어야 한다고 말한다. 예를 들어, 교통이 장벽이라면 여행 바우처나 이동식 클리닉을 사용해야 한다. 레드라이닝에서 발생하는 건강 불평등은 여러 형태로 나타나며, 암 치료 결과와 검진은 레드라이닝된 지역과 그렇지 않은 지역 간의 차이를 보여주는 두 가지 방식이다.

#### 기대수명
전반적인 기대수명은 향상되었지만, 여전히 다른 인종 집단 간의 기대수명에는 불일치가 존재한다. 레드라이닝에 의해 강화된 소수민족 거주 지역의 불균형 집중은 이들 지역의 건강 결과 악화와 기대수명 단축을 초래했다. 레드라이닝으로 인한 지속적인 경제적 고립과 재산 가치 하락은 레드라이닝된 지역사회와 인접한 고평가 지역사회 간의 기대수명 격차를 확대시켰다. 주택 소유자 대출 공사에 의해 레드라이닝되거나 고평가된 지역을 비교했을 때, 레드라이닝된 지역의 기대수명은 평균 3.6년 낮다. 그러나 이러한 차이는 도시마다 상당한 편차가 있다. 볼티모어에서는 빨간색 또는 노란색으로 평가된 지역, 즉 "쇠퇴 중" 또는 "주택 담보 대출 위험"으로 분류된 지역의 기대수명이 녹색 또는 파란색으로 "바람직함"으로 평가된 지역보다 5년 짧았다. 버지니아주 리치먼드에서는 주로 흑인 거주 지역의 기대수명이 1930년대 HOLC로부터 높은 평가를 받았던 인근 주로 백인 거주 지역보다 21년 짧았다.

#### 코로나19
레드라이닝은 흑인 미국인들이 세대 간 부를 축적하는 것을 의도적으로 막았다. 이러한 배제가 흑인 미국인의 건강에 미치는 영향은 몇 세대 후에도 동일한 지역사회에서 매일 나타나고 있다. 이는 현재 코로나19가 1930년대 HOLC가 레드라이닝했던 지역사회에 불균형적으로 영향을 미치고 있다는 점에서 분명하다. 2020년 9월에 발표된 연구는 코로나19에 크게 영향을 받은 지역의 지도를 HOLC 지도와 겹쳐서, 소수민족 거주로 인해 대출 기관에 "위험"하다고 표시된 지역이 코로나19에 가장 큰 영향을 받은 지역이라는 것을 보여주었다. 질병통제예방센터(CDC)는 집중된 빈곤과 의료 접근성 같은 건강의 사회적 결정요인의 불평등이 서로 관련되어 있으며, 코로나19뿐만 아니라 소수민족의 전반적인 삶의 질에 영향을 미친다고 본다. CDC는 의료, 교육, 형사 사법, 주택 및 금융 부문에서의 차별을 지적하는데, 이는 레드라이닝과 같은 체계적인 전복 전술의 직접적인 결과로, 소수민족에게 만성적이고 유해한 스트레스를 형성하여 사회 및 경제적 요인에 영향을 미치고 코로나19 위험을 증가시켰다. 의료 접근성은 대중교통 부족, 보육, 의사소통 및 언어 장벽과 같은 요인에 의해 유사하게 제한되며, 이는 레드라이닝으로 인한 소수민족 공동체의 공간적, 경제적 고립의 결과이다. 이러한 고립으로 인한 교육, 소득 및 부의 격차는 소수민족의 노동 시장 접근성 제한으로 인해 바이러스 노출 위험이 높은 분야에 머무르도록 강요하며, 휴가를 사용할 선택권이 없게 된다. 마지막으로, 레드라이닝의 직접적인 결과는 소수민족 집단이 급증하는 인구를 지탱할 적절한 주택을 갖추지 못한 지역으로 과밀하게 몰리는 현상으로, 이는 코로나19 예방 전략을 거의 불가능하게 만든다.
레드라이닝을 통해 사실상의 차별이 수년간 지속된 후, 모든 미국인을 위한 건강 형평성 달성을 가로막는 구조적 인종차별 시스템이 발전했다. 그 결과, 소속감을 고취하지 않고, 정치 참여를 강요하지 않으며, 건강 형평성을 위한 사회 정의 모델로의 전략적 변화를 지시하지 않는 사실상의 건강 서사가 성숙해졌다. 미국에서 건강 불평등을 제거하기 위해서는 새로운 사실상의 건강 서사가 전략을 지시해야 한다. 건강 형평성 달성 과정은 의료 리더들이 형평성을 지원하는 모든 결정과 구조에 비전을 명확히 표현하고, 행동하며, 구축하는 데 달려 있다. 세대 간 부 축적의 사회적 결정요인을 해결하고, 건강 시스템 자체 내의 제도적 인종차별에 맞서기 위한 구체적인 조치를 취하는 것을 포함하여, 건강 형평성 작업을 감독할 수 있는 거버넌스 구조를 확립하기 위해 충분한 자원이 할당되어야 한다. 다음으로, 건강 시스템은 소수 집단을 불리하게 만드는 건강의 사회경제적 결정요인을 해결해야 한다. 교육, 지원 그룹, 주택 지원, 개선된 교통, 자원 지원 및 지역사회 건강 프로그램을 통해 건강 형평성 조직은 레드라이닝과 같은 전술이 건강 형평성 달성에 부과한 오래 지속되는 장벽을 허물기 시작할 수 있다. 환자의 동등한 건강 결과를 보장하는 것 외에도, 의료 기관은 고용주의 위치를 활용하여 개선된 고용 관행과 소수민족 직원에게 생활 임금 보장을 통해 더 다양한 인력을 개발할 수도 있다.

## 같이 보기
- 주택 분리
- 미국의 젠트리피케이션
- 게토세
- 인종 자본주의

## 더 읽어보기
- Westgate, Michael; Vick, Ann (2011). 《Gale Force: The Battles for Disclosure and Community Reinvestment》 2판. Harvard Book Store. ISBN 978-0-9728223-3-6.
- Wise, Richard W. | Redlined: A Novel of Boston| (2020) Brunswick House Press 978–0972822336